# 021号線 (チェコ)
チェコ国鉄021号線、別名ティーニシチェ・ナド・オルリチー～レトフラド線（チェコ語: Železniční trať Týniště nad Orlicí – Letohrad）は、チェコ国鉄の鉄道線の名称である。なお本頁では、同じく021号線として扱われているヴェルキー・オセク - ホツェニ線のフラデツ - ティーニシチェ間についても取り扱う。
1874年、オーストリア北西部鉄道の路線として開業。チェコとポーランドのシロンスク地方を結ぶ路線であったが、現在長距離輸送は010号線が担っており、ローカル輸送が中心となっている。
ティーニシチェ・ナド・オルリチー - レトフラド間の本線に加え、2016年末にチャストロヴィツェ - ソルニツェ間の支線が021号線に組み込まれた。本頁では本線のみを記載し、支線についてはチャストロヴィツェ - ソルニツェ線の頁にて記載する。また、フラデツ - ティーニシチェ間はかつて020号線の一部であったが、2020年末に021号線に組み込まれた。

## 運行形態
ソルニツェ方面支線に関してはチャストロヴィツェ - ソルニツェ線を参照。

### 快速「スピェシニー(Sp)」
- フラデツ・クラーロヴェー～レトフラド
2時間ヘッドで運行されている他、フラデツ - ティーニシチェ間の区間運転もある。普通列車が少ないドウドレビ以東は各駅に停車する（ただしソポトニツェとルカヴィツェは一部通過）。
2021年以前は、全列車ドウドレビ以東各駅に停車していた。2022年以前は、チェスチツェ通過の列車もあった。

- 過去の運行系統
  - フルメツ・ナド・チドリノウ → フラデツ・クラーロヴェー → ティーニシチェ → ホツェニ
2017年度より、平日のみ、一日片道1本のみ運行していた。020号線から直通していた。ティーニシチェ以東は026号線に直通していた。
2021年度に限り、ティーニシチェ止まりであった。
2022年度限りで休止。2023年度は、レトフラド発着快速の増発で、フラデツ - ティーニシチェ間が代替された。
  - ホツェニ - ティーニシチェ - フラデツ・クラーロヴェー　【平日運行】
かつては、平日のみ一日4往復運行していた。トルジェベホヴィツェを通過する列車も設定されていた。ティーニシチェ以東は026号線に直通していた。
2019年末に、一日2往復に減便された。
2020年末に、一日3往復の運行となった。
2021年末に、多くがティーニシチェまでに減便され、一日あたり西行片道1本のみの運行となった。トルジェベホヴィツェ通過列車も休止となった。
2022年度限りで休止。

### 普通
下記2つの運転系統に分かれる。
- フラデツ・クラーロヴェー - ティーニシチェ
2時間に1本の運行。
2020年以前は、多くが020号線あるいは026号線に直通していた。2021,22年度は、土曜・休日の多くが030号線に直通し、パルドゥビツェ発着となっていた。

- フラデツ・クラーロヴェー - チャストロヴィツェ - ソルニツェ
一日3.5往復（休日は1.5往復）の運行。うち西行1本がリフノフ始発となる。一部はブレシノとペトロヴィツェを通過する他、日中の1往復はティーニシチェ以東でも半数程度の駅を通過する。
2021年以前は、一日3往復（休日は1往復）の運行で、うち1往復がリフノフ止まりであった。

- ティーニシチェ・ナド・オルリチー - チャストロヴィツェ - リフノフ・ナド・クニェジノウ
下記ドウドレビ方面の列車と合わせて、2時間ヘッドで運行するのが基本で、チャストロヴィツェ以東は支線に直通する。ティーニシチェ以西は一部が026号線のホツェニ方面に乗り入れる。
2018年度に限り、日中もドウドレビ方面・リフノフ方面双方とも直通列車が多かった。2021年以前は、026号線のナーホド方面への直通列車が多かった。

- （ティーニシチェ - ）チャストロヴィツェ - ドウドレビ・ナド・オルリチー
2時間ヘッドで運行する。チャストロヴィツェでティーニシチェ方面の列車と接続する。一部はティーニシチェまで直通する。
2018年度に限り、半数がティーニシチェまで直通していた。

- ドウドレビ・ナド・オルリチー - レトフラド　【平日運行】
平日のみ、一日1往復の運行。
2021年以前は、平日一日4往復、休日1-2往復のみの運行で、チャストロヴィツェ方面に直通していた。

### 過去の運行種別
- 特急「リフリーク(R)」
  - フラデチャン号：　プラハ - フラデツ・クラーロヴェー - レトフラド
一日1往復が運行していた。プラハ - フラデツ・クラーロヴェー以西は020号線に乗り入れていた。021号線内は、快速と同じ停車駅で、ローカル輸送の一端を担っていた。
2017-21年はソポトニツェを通過していた。2021年末に休止。

## 駅一覧
以下では、チェコ国鉄021号線の駅と営業キロ、停車列車、接続路線などを一覧表で示す。
- 種別
  - Sp：快速
  - Os：普通
- 停車駅
  - ■印：全列車停車
  - ●印：一部通過
  - ○印：一部停車
  - ｜印：全列車通過

| 路線名 | 駅名                                                             | 駅間営業キロ | 累計営業キロ      | 累計営業キロ           | Sp | Os | 接続路線                                                                                               | 所在地                     | 所在地                         |
| ------ | ---------------------------------------------------------------- | ------------ | ----------------- | ---------------------- | -- | -- | --- | -------------------------- | ------------------------------ |
| 021    | フラデツ・クラーロヴェー本駅                                     | -            | フルメツから 28.0 | フラデツから 0.0       | ■  | ■  | 020号線（プラハ方面） 031号線（パルドゥビツェ方面、リベレツ/トルトノフ方面） 041号線（トゥルノフ方面） | フラデツ・クラーロヴェー州 | フラデツ・クラーロヴェー郡     |
| 021    | フラデツ・クラーロヴェー停留所                                   | 2.9          | 30.9              | 2.9                    | ｜ | ■  | | フラデツ・クラーロヴェー州 | フラデツ・クラーロヴェー郡     |
| 021    | フラデツ・クラーロヴェー・スレズスケー・プルジェドムニェスチー駅 | 1.3          | 32.2              | 4.2                    | ■  | ■  | | フラデツ・クラーロヴェー州 | フラデツ・クラーロヴェー郡     |
| 021    | ブレシノ駅                                                       | 5.5          | 37.7              | 9.7                    | ｜ | ●  | | フラデツ・クラーロヴェー州 | フラデツ・クラーロヴェー郡     |
| 021    | トルジェベホヴィツェ・ポド・オレベム駅                           | 3.7          | 41.4              | 13.4                   | ■  | ■  | | フラデツ・クラーロヴェー州 | フラデツ・クラーロヴェー郡     |
| 021    | ペトロヴィツェ・ナド・オルリチー駅                               | 5.5          | 46.9              | 18.9                   | ｜ | ●  | | フラデツ・クラーロヴェー州 | リフノフ・ナド・クネジノウ郡   |
| 021    | ティーニシチェ・ナド・オルリチー駅                               | 2.9          | 49.8              | ティーニシチェから 0.0 | ■  | ■  | 026号線（ホツェニ方面、ナーホド方面）                                                                  | フラデツ・クラーロヴェー州 | リフノフ・ナド・クネジノウ郡   |
| 021    | リパ・ナド・オルリチー駅                                         | 2.5          | 52.3              | 2.5                    | ○  | ●  | | フラデツ・クラーロヴェー州 | リフノフ・ナド・クネジノウ郡   |
| 021    | チェスチツェ駅                                                   | 3.5          | 55.8              | 6.0                    | ■  | ●  | | フラデツ・クラーロヴェー州 | リフノフ・ナド・クネジノウ郡   |
| 021    | チャストロヴィツェ駅                                             | 1.3          | 57.1              | 7.3                    | ■  | ●  | リフノフ方面                                                                                           | フラデツ・クラーロヴェー州 | リフノフ・ナド・クネジノウ郡   |
| 021    | コステレツ・ナド・オルリチー町駅                                 | 3.2          | 60.3              | 10.5                   | ■  | ■  | | フラデツ・クラーロヴェー州 | リフノフ・ナド・クネジノウ郡   |
| 021    | コステレツ・ナド・オルリチー駅                                   | 1.4          | 61.7              | 11.9                   | ｜ | ●  | | フラデツ・クラーロヴェー州 | リフノフ・ナド・クネジノウ郡   |
| 021    | ドウドレビ・ナド・オルリチー駅                                   | 2.6          | 64.3              | 14.5                   | ■  | ■  | 023号線（ロキトニツェ方面）                                                                            | フラデツ・クラーロヴェー州 | リフノフ・ナド・クネジノウ郡   |
| 021    | ザームニェル駅                                                   | 3.0          | 67.3              | 17.5                   | ■  | ■  | | フラデツ・クラーロヴェー州 | リフノフ・ナド・クネジノウ郡   |
| 021    | ポチテイン駅                                                     | 2.4          | 69.7              | 19.9                   | ■  | ■  | | フラデツ・クラーロヴェー州 | リフノフ・ナド・クネジノウ郡   |
| 021    | ソポトニツェ駅                                                   | 2.7          | 72.4              | 22.6                   | ●  | ■  | | パルドゥビツェ州           | ウースチー・ナド・オルリチー郡 |
| 021    | リチツェ・ナド・オルリチー駅                                     | 2.7          | 75.1              | 25.3                   | ■  | ■  | | パルドゥビツェ州           | ウースチー・ナド・オルリチー郡 |
| 021    | ボホウソヴァー駅                                                 | 1.8          | 76.9              | 27.1                   | ■  | ■  | | パルドゥビツェ州           | ウースチー・ナド・オルリチー郡 |
| 021    | ジャンベルク駅                                                   | 6.1          | 83.0              | 33.2                   | ■  | ■  | | パルドゥビツェ州           | ウースチー・ナド・オルリチー郡 |
| 021    | ルカヴィツェ・ヴ・チェハーフ駅                                   | 4.1          | 87.1              | 37.3                   | ●  | ■  | | パルドゥビツェ州           | ウースチー・ナド・オルリチー郡 |
| 021    | レトフラド駅                                                     | 2.9          | 90.0              | 40.2                   | ■  | ■  | 024号線（ウースチー方面、クラーリーキ方面）                                                            | パルドゥビツェ州           | ウースチー・ナド・オルリチー郡 |